# Bulbophyllum minutissimum
Espèce
Classification APG III (2009)
Statut CITES
Bulbophyllum minutissimum est une espèce d’orchidées australienne épiphyte ou lithophyte du genre Bulbophyllum. En anglais, elle est nommée red bead orchid (signifiant « orchidée perle rouge »)  et grain-of-wheat orchid (signifiant « orchidée grain-de-blé »).

## Description
B. minutissimum est composée de petits pseudobulbes aplatis et sphériques, rougeâtres ou verts mesurant 2 à 3 mm de diamètre. Chaque pseudobulbe possède une feuille unique, linéaire ou lancéolée, d'environ 1 mm de long. Une fleur unique d'environ 2,5 mm de long et de 3,5 mm de large est portée par une tige florale filiforme d'environ 3 mm de long. Cette fleur aux sépale et pétales blanchâtre à rougeâtre agrémentés de larges rayures rouge est ornée d'un labelle rouge courbé et charnu. Sa floraison se déroule d'octobre à novembre.

## Écologie et répartition
B. minutissimum se développe sur les arbres et les rochers, principalement dans les marécages, les berges des cours d'eau et les mangroves de l'Est de l'Australie ; notamment entre le Parc national de Blackdown Tableland (en) (Région des Central Highlands, Queensland) et Milton en Nouvelle-Galles du Sud.

## Synonymie
Selon les jardins botaniques royaux de Kew :
- Dendrobium minutissimum F.Muell., 1865
- Phyllorkis minutissima (F.Muell.) Kuntze, 1891
- Oncophyllum minutissimum (F.Muell.) D.L.Jones & M.A.Clem., 2001
- Bulbophyllum moniliforme F.Muell., 1878
- Bulbophyllum moniliforme R.King, 1879
- Dendrobium nummulifolium R.King, 1879